# 토르: 다크 월드
토르: 다크 월드(영어: Thor: The Dark World)는 2013년에 개봉한 마블 코믹스의 토르을 원작으로 하여 만들어진 슈퍼히어로 액션 영화이다. 마블 시네마틱 유니버스를 기반으로 한 영화이자 토르: 천둥의 신의 후속 영화다.

## 줄거리
태초의 어둠이 덮친 세계, 새로운 전쟁이 시작된다! 어벤져스의 뉴욕 사건 후, 다시 신들의 고향인 아스가르드 왕국으로 돌아간 토르(크리스 헴스워스)와 로키(톰 히들스턴). 지구를 위협한 로키는 지하 감옥에 갇히고, 토르는 아버지 오딘(안소니 홉킨스)과 함께 우주의 질서를 재정립하기 위해 나선다. 1년 후, 지구에 혼자 남은 제인(나탈리 포트만)은 우연히 태초부터 존재해왔던 어둠의 종족 ‘다크 엘프’의 무기 ‘에테르’를 얻게 된다. 이 사실을 안 ‘다크 엘프’의 리더 ‘말레키스’는 ‘에테르’를 되찾기 위해 제인과 아스가르드를 공격하고, 토르는 사랑하는 여인 제인과 아스가르드 왕국을 지키기 위해 로키에게 위험한 동맹을 제안하게 된다.

## 배역

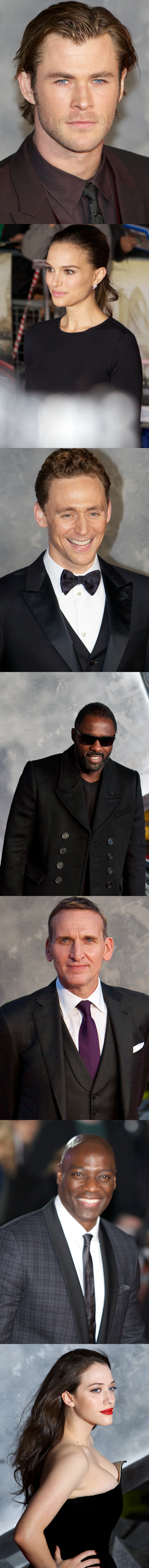
'토르: 다크 월드' 캐스팅.

- 크리스 헴스워스 - 토르

오딘의 아들이자 아스가르드의 왕세자.
- 나탈리 포트먼 - 제인 포스터

천체물리학자이자 토르와 연인 관계이다.
- 톰 히들스턴 - 로키

토르의 입양된 형제.
- 앤서니 홉킨스 - 오딘

아스가르드의 왕이자 토르의 아버지.
- 스텔란 스카르스고르드 - 에릭 셀빅

제인 포스터의 멘토이자 동료 과학자.
- 이드리스 엘바 - 헤임달

모든 것을 보고 듣는 아스가르드의 비브로스트 다리를 지키는 문지기.
- 크리스토퍼 에클스턴 - 말레키스

스바르탈프헤임의 다크 엘프들의 지배자.
- 애디왈레이 애키누에이 아그바예 - 알그림 / 커스

말레키스에 의해 토르와 싸우게 되는 다크 엘프.
- 캣 데닝스 - 달시 루이스

제인 포스터의 인턴.
- 레이 스티븐슨 - 볼스타그

워리어즈 쓰리의 멤버.
- 재커리 리바이 - 판드랄

워리어즈 쓰리의 멤버.
- 아사노 타다노부 - 호건

워리어즈 쓰리의 멤버.
- 제이미 알렉산더 - 시프

토르의 어린시절 친구이자 제인 포스터의 연적.
- 러네이 루소 - 프리가

오딘의 아내이자 아스가르드의 왕비.
- 클라이브 러셀 - 티르

- 베니치오 델 토로 - 타넬리어 티반 / 컬렉터

- 오펠리아 로비본 - 컬렉터의 보좌관

- 앨리스 크리거 - 에이르

아스가르드의 의술의 신.
- 조너선 하워드 - 이언 부스비

달시 루이스의 인턴.
- 토니 커런 - 보르

오딘의 아버지이자 오딘의 선대 아스가르드 왕. 5천년전에 다크 엘프들을 제압하고 말레키스를 봉인시킨 장본인.
- 리처드 브레이크 - 에인헤랴르의 대장

- 크리스 오다우드 - 리차드

제인 포스터의 선 상대.
- 스탠 리 - 정신병동 환자